# Levasseur PL 7
Le Levasseur PL 7 est un avion bombardier-torpilleur français développé à la fin des années 1920 par Levasseur et produit sous différentes versions à partir de 1930.

## Histoire
Le Levasseur PL 7 est le septième modèle d'avion conçu par l'entreprise de Pierre Levasseur (PL). Il est élaboré sur les bases de l'avion de reconnaissance PL 4 avec l'objectif de remplacer dans l'Aéronavale les PL 2 embarqués sur l'unique porte-avion français.
C'est un sesquiplan (c'est-à-dire un biplan dont l'aile basse est plus courte que l'aile haute) d'une envergure initiale de 18,50 m (pour l'aile haute) : le Béarn, doté d'un pont d'envol de seulement 35 m.
Le premier exemplaire effectue ses premiers vols d'essais en 1926. Il en découle une première adaptation avec une évolution de la motorisation et de la structure des ailes et de l’empennage : le Farman 12We de 12 cylindres en W fournissant 500 ch est abandonné au profit du Hispano-Suiza 12Lbr de 12 cylindres en V un peu plus puissant (600 ch). De même, l'envergure est abaissée à 18 m. Le Levasseur PL 7 n'est donc produit qu'à un unique exemplaire dans sa version originale. Cette première version modifiée du LP 7, la PL 7 18m, effectue ses premiers vols d'essais en 1928 et est présentée à l'aéronavale française en 1929. Celle-ci en commande quinze exemplaires mais, pour répondre à ses contraintes, la Marine nationale demande que parmi ces quinze appareils cinq soient livrés avec une envergure abaissée à 16,5 m et un sixième avec une envergure intermédiaire de 17,25 m. cette commande donne donc lieu à deux nouvelles versions de l'avion en plus des neuf PL 7 18m : les cinq PL 7 16m50 et le PL 7 17m25. Les quinze appareils sont livrés en juillet 1930 et déployés sur le Béarn ou après une phase d'essais la Marine valide la version courte 16m50 et commande trente nouvelles unités, portant le total à quarante-cinq. Par la suite, les neuf avions restants au format 18m et le 17m25 sont modifiés pour être portés au format court devenu standard du PL 7. Ces appareils intègrent l'escadrille 7B1 au sein de la « Flottille du Béarn » (embarquée à bord du porte-avion éponyme), qui commence ses opérations et entraînements aux missions de bombardement et torpillage dès le mois de novembre 1930.
Le 20 mai 1931, alors que le Béarn est en mission au large du Maroc, un PL 7 se désintègre en vol, tuant les quatre membres d’équipage. Les PL 7 sont alors interdits de vol jusqu'à ce que l’enquête détermine la cause de l'accident – les vibrations du moteur à certains régimes ont entraîné le flambage (cintrage négatif) des mâts de voilure aboutissant à la rupture de la voilure – et que les appareils soient modifiés en conséquence : les bâtis-moteurs sont renforcés et une nouvelle hélice tripale remplace l'hélice bipale originale, modifications qui alourdissent un peu l'appareil. Les premiers PL 7 modifiés reviennent en service sur le Béarn en janvier 1932,. Le 10 mars 1939, un nouvel accident mortel survient : dans le brouillard, un appareil s'écrase contre une colline près de Locronan et tue ses trois membres d'équipage. Quelques mois plus tard, les PL 7 sont remplacés par des Vought 156F, ce qui marque la fin de sa carrière opérationnelle.

## Caractéristiques
Le PL 7 est construit en bois et en métal. Bien qu'il soit destiné à décoller et atterrir depuis le pont d'un navire, par mesure de sécurité il est conçu avec un fuselage marin (dont le dessous est étanche et en forme de coque de bateau) et des flotteurs en bout d'aile, permettant l'amerrissage. Toujours pour des raisons de sécurité, et comme pour le PL 6 conçu au même moment, le réservoir est largable. De plus, pour assumer sa qualité d'avion embarqué, il est doté d'une crosse d'appontage, et ses ailes sont repliables.
Il est conçu comme un avion trois places où les membres d'équipage sont dans un cockpit ouvert composé de deux alcôves situées l'une derrière l’autre.
La version initiale a une longueur de 11,68 m, une hauteur de 4,86 m et une largeur de 18,50 m pour une envergure de 83,00 m2 et une masse à vide de 2 520 kg. Tracté par un moteur Farman 12We de 12 cylindres en W développant 550 ch et une hélice classique bipale, il peut emporter kg de carburant et xx kg de charge utile (armement et équipage) - soit une masse totale de 3 950 kg - à une vitesse de 170 km/h maximum et une altitude maximale de 4 000 m. Il dispose d'une autonomie de 660 km.
Côté armement, il accomplit sa vocation première de torpilleur en embarquant en position ventrale une torpille de 400 mm (de diamètre) pesant 670 kg. Alternativement il peut emporter jusqu’à 510 kg. de bombes traditionnelles. Pour sa défense, le PL 7 est également équipé de deux mitrailleuses mobiles Lewis de 7,50 mm situées sur le poste arrière,.

### Variantes
En plus du prototype, le PL 7 a été décliné en trois versions, dont le 16m50 qui s'est imposé. Outre la remotorisation avec un Hispano-Suiza 12Lbr de 12 cylindres en V fournissant 600 ch, la principale différence entre chaque version est l'envergure. Les autres changements, notamment les masses et les surfaces alaires, sont essentiellement des conséquences de cette variation principale.
Première variante, à l'initiative de Levasseur après une première campagne d'essais peu concluante, le PL 7 18m a une envergure légèrement réduite : 18 m au lieu de 18,50 m. La nouvelle surface alaire est de 77,50 m2 pour une masse à vide légèrement augmentée (la structure de l'avion ayant été renforcée) à 2 582 kg. Sa vitesse maximale est elle aussi légèrement augmentée en passant de 170 km/h à 175 km/h. Neuf appareils sont produits, avant d'être convertis en PL 7 16.50m.
Autre variante, à l'initiative de l'Aéronavale le PL 7 17.25m a une envergure de 17,25 m et une surface alaire de 74,27 m2 pour une masse de 2 470 kg. Sa vitesse maximale est aussi annoncée à 175 km/h. Un seul appareil est produit, et n'étant pas retenu il est lui aussi converti en PL 7 16.50m
Troisième variante, encore à l'initiative de l'Aéronavale, le PL 7 16.50m est la version la plus courte avec une envergure de 16,50 m et une surface alaire de 71,04 m2 pour une masse de 2 800 kg. Ses performances diffèrent légèrement, avec une vitesse maximale de 170 km/h, un plafond revu à la baisse à 2 800 m et une autonomie légèrement accrue : 545 km. Il s'agit de la version privilégiée par l'Aéronavale, produite à 35 exemplaires plus les dix appareils convertis depuis les autres versions.

### Levasseur 7 T
Lors du 10e Salon d’aviation de Paris en décembre 1926, Levasseur présente un Levasseur 7 T, où le T figure pour transport. Mais, malgré sa dénomination, l'appareil est plus une modification d'un PL 4, voire d'un PL 6 : un biplan avec une seule alcôve ouverte pour le pilote et son mécanicien (assis côte à côte) déplacé sur l'avant du fuselage, juste derrière le moteur, et derrière une cabine fermée pouvant accueillir six passagers. L'appareil a la particularité d'avoir des ailes repliables, faisant passer l'avion d'une envergure de 14,50 m à un encombrement de 5,67 m. Équipé d'un moteur Gnome et Rhône Jupiter de 420 ch, l'appareil mesure 10 m de long, 3,65 m de haut et a une surface alaire de 60 m2. Avec une masse à vide de 1 550 kg, à laquelle s'ajoute jusqu'à 300 kg de carburant et 850 kg de charge utile (les deux membres d'équipage et les six passagers potentiels), il est censé pouvoir atteindre une vitesse maximale de 180 km/h. Néanmoins, l'appareil n'a jamais volé, a été démonté après le salon et l'avionneur n'a pas donné suite.